# Chống khủng bố

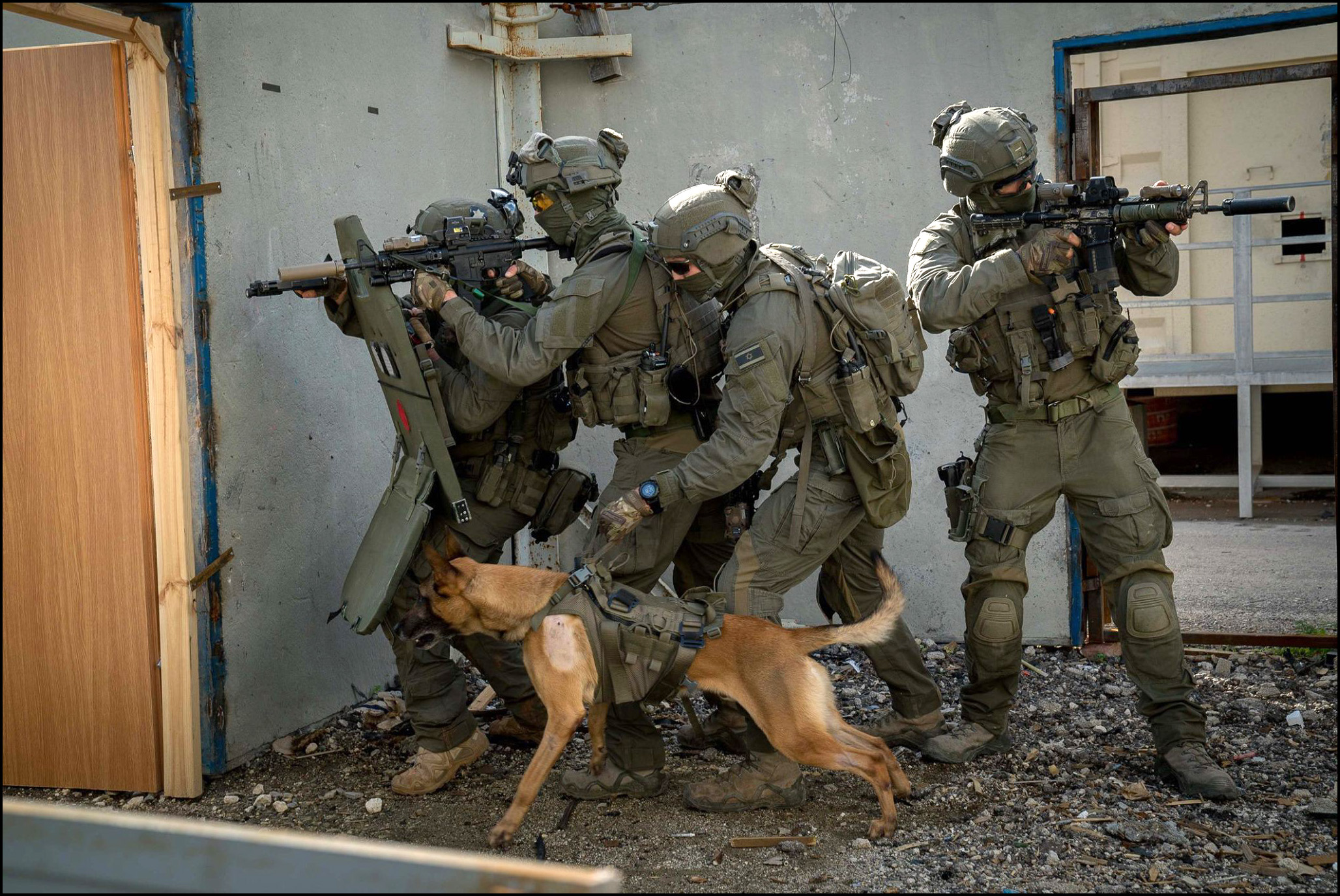
Yamam, một trong các đơn vị chống khủng bố của Israel.

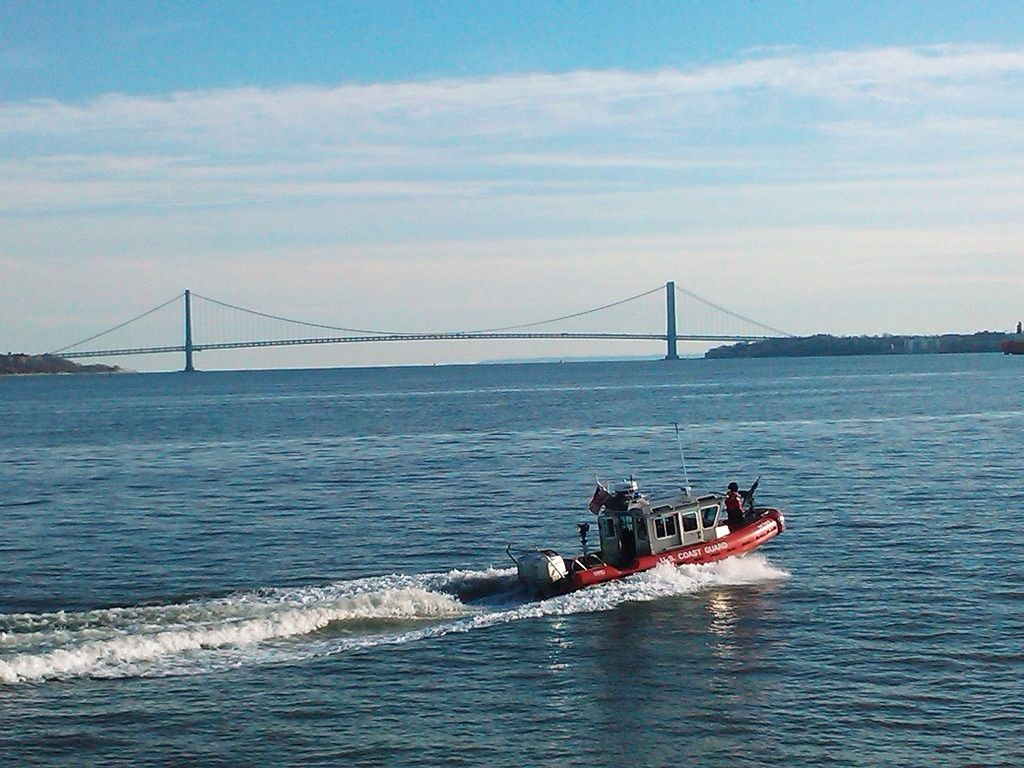
Tuần duyên Hoa Kỳ đang tuần tra chống khủng bố ở Vịnh Thượng New York. Cầu Verrazano-Narrows trong khoảng cách kéo dài The Narrows giữa Brooklyn (trái) và Staten Island (right).

Chống khủng bố, kết hợp thi hành, chiến thuật quân sự, kỹ thuật và chiến lược mà chính phủ, quân đội, cơ quan thực thi pháp luật, doanh nghiệp và cơ quan tình báo sử dụng để chống lại hoặc ngăn chặn hành vi khủng bố.  Chiến lược chống khủng bố là kế hoạch của chính phủ sử dụng các công cụ quyền lực quốc gia để vô hiệu hóa những kẻ khủng bố, tổ chức của chúng và mạng lưới của chúng nhằm khiến chúng không có khả năng sử dụng bạo lực để gây sợ hãi và ép buộc chính phủ hoặc chính phủ công dân để phản ứng phù hợp với các mục tiêu của kẻ khủng bố.
Nếu hành vi khủng bố là một phần của hành vi nổi dậy rộng hơn, thì việc chống khủng bố có thể sử dụng các biện pháp chống nổi dậy. Lực lượng vũ trang Hoa Kỳ sử dụng thuật ngữ phòng thủ nội bộ nước ngoài cho các chương trình hỗ trợ các quốc gia khác trong nỗ lực trấn áp các cuộc nổi dậy, phi pháp hoặc lật đổ hoặc để giảm bớt các điều kiện mà các mối đe dọa an ninh này có thể phát triển.
Các chiến dịch chống khủng bố sử dụng sức mạnh quân sự thường rất khó đem lại quan hệ hòa bình bền vững do tác động của vòng lặp bạo lực và thiếu sự xây dựng niềm tin lẫn nhau. Trong điều kiện xung đột đẫm máu gây ra bởi các chiến dịch chống khủng bố, những tổ chức cực đoan có nhiều cơ hội lợi dụng cơ chế tâm lý - tôn giáo để kích động hành vi bạo lực, đặc biệt là tấn công tự sát.